# Yheei!
「Yheei!」（イエー!）は、日本のバンドTUBEの30枚目のシングルである。1999年8月4日発売。発売元はソニー・ミュージックレコーズ。

## 概要
前作から4ヶ月ぶりとなるシングル。
カップリング曲の「楽園」は、アルバム『Blue Reef』からのリカットである。

## 収録曲
| 全作詞: 前田亘輝、全作曲: 春畑道哉。 |                               |           |            |                |      |
| #                                    | タイトル                      | 作詞      | 作曲・編曲 | 編曲           | 時間 |
| 1.                                   | 「Yheei!」                    | 前田亘輝  | 春畑道哉   | TUBE、池田大介 | 5:02 |
| 2.                                   | 「楽園」                      | 前田亘輝  | 春畑道哉   | TUBE           | 4:30 |
| 3.                                   | 「Yheei! (Original Karaoke)」 | 前田亘輝  | 春畑道哉   | TUBE、池田大介 | 4:59 |
| 合計時間:                            | 合計時間:                     | 合計時間: | 14:31      |                |      |

## 収録アルバム
- Blue Reef (#2)
- TUBEst III (#1)
- 35年で35曲 “汗と涙” ～涙は心の汗だから～（#1、リミックス）
- All Singles TUBEst -Blue- (#1)

## タイアップ
Yheei!
- テレビ朝日系「熱闘甲子園」オープニングテーマ

楽園
- 日本航空「ハワイキャンペーン」CMソング